# Constellation-SDI
 (octobre 2015).
Si vous disposez d'ouvrages ou d'articles de référence ou si vous connaissez des sites web de qualité traitant du thème abordé ici, merci de compléter l'article en donnant les références utiles à sa vérifiabilité et en les liant à la section « Notes et références ».
La Constellation-SDI est une infrastructure de données spatiales française et open source.

## Historique
Le projet a été initié par la société Geomatys dans le but de répondre à la problématique que représentait le Big Data: un important volume de données, de sources et de formats divers.
Constellation-SDI a ainsi été conçue afin d’être interopérable et suffisamment robuste pour répondre à un important flux de données[réf. nécessaire]. En effet, constellation-SDI est la plateforme ayant servi de base au projet GeoSud et devant supporter de base 60 To de données satellitaires auxquels on ajouterait tous les jours automatiquement 120 Go de données.

## Fonctionnalités
L’infrastructure propose les fonctionnalités suivantes :
- Gestion des données raster et vectorielles
- Gestion des données capteurs
- Gestion des métadonnées
- Stylisation des données: Rasters et Vectorielles
- Mise à disposition des services web : 
  - WMS
  - WMTS
  - CSW
  - WFS
  - WCS
  - SOS
  - WPS
- Gestion des capteurs
- Gestion des compositions cartographiques
- Administration des utilisateurs